# Südafrikanische Badmintonmeisterschaft 2011
Die Südafrikanische Badmintonmeisterschaft 2011 fand im November 2011 in Pretoria statt. Es war die 61. Austragung der nationalen Titelkämpfe im Badminton in Südafrika.

## Finalergebnisse
| Disziplin    | Sieger                          | Finalist                      | Ergebnis            |
| ------------ | ------------------------------- | ----------------------------- | ------------------- |
| Herreneinzel | Willem Viljoen                  | Roelof Dednam                 | 21:13, 21:9         |
| Dameneinzel  | Annari Viljoen                  | Stacey Doubell                | 21:17, 21:19        |
| Herrendoppel | Chris Dednam Roelof Dednam      | Dorian James Willem Viljoen   | 10:21, 21:19, 21:15 |
| Damendoppel  | Michelle Edwards Annari Viljoen | Stacey Doubell Jade Morgan    | 21:16, 21:17        |
| Mixed        | Chris Dednam Annari Viljoen     | Dorian James Michelle Edwards | 13:21, 21:18, 21:11 |